# Amazophrynella minuta
El sapo diminuto de hojarasca (Amazophrynella minuta) es una especie de anfibio de la familia Bufonidae.
Se encuentra en Bolivia, Brasil, Colombia, Ecuador, Guyana Francesa, Guyana, Perú, Surinam y Venezuela.
Su hábitat natural incluye bosques secos tropicales o subtropicales, ríos intermitentes y marismas de agua dulce.